# LittleBigPlanet
LittleBigPlanet, normalment abreujat LBP, és una saga de videojocs de plataformes i trencaclosques (amb contingut generat per usuaris). El primer videojoc va ser LittleBigPlanet (2008). Ha tingut una seqüèla:

## Seqüela
Declaracions de Media Molecule i Sony van indicar que inicialment no havia cap pla per crear una seqüela tradicional LittleBigPlanet. Alex Evans va declarar que l'"inversió emocional enorme" que els usuaris havien fet a LittleBigPlanet és la raó per la qual no vol fer una seqüela tradicionals. Perquè no volien que tot el contingut generat pels usuaris es fes obsolet, el seu objectiu seria "ampliar el joc sense particionar el públic ".